# Église Saint-Martin de Ladaux
Pour les articles homonymes, voir Église Saint-Martin.
L'église Saint-Martin est une église catholique  située dans la commune de Ladaux, dans le département de la Gironde, en France.

## Localisation
L'église se trouve dans la partie ouest du bourg,le long de la route départementale D119 (Soulignac à l'ouest et Cantois à l'est).

## Historique
La paroisse de Ladaux est mentionnée pour la première fois dans les textes peu avant 1208. L'église primitive fut probablement construite à cette époque. L'édifice a été construit, à l'origine, au XIIIe en style roman et comporte une abside munie de contreforts plats. Le chœur carré, qui est voûté d'ogives avec liernes, s'ouvre sur une nef rectangulaire.
La nef s'appuie à l'ouest sur un clocher-mur avec deux baies en plein cintre, datent du début du XVe siècle. La porte ouest est ogivale, à trois archivoltes sur colonnes. Le portail est complété par des pilastres triangulaires surmontés de clochetons.
Le chœur fut surélevé une première fois et voûté au début du XVe siècle.
De chaque côté de la nef il y a un bas-côté construit à la fin du XVIIe siècle.

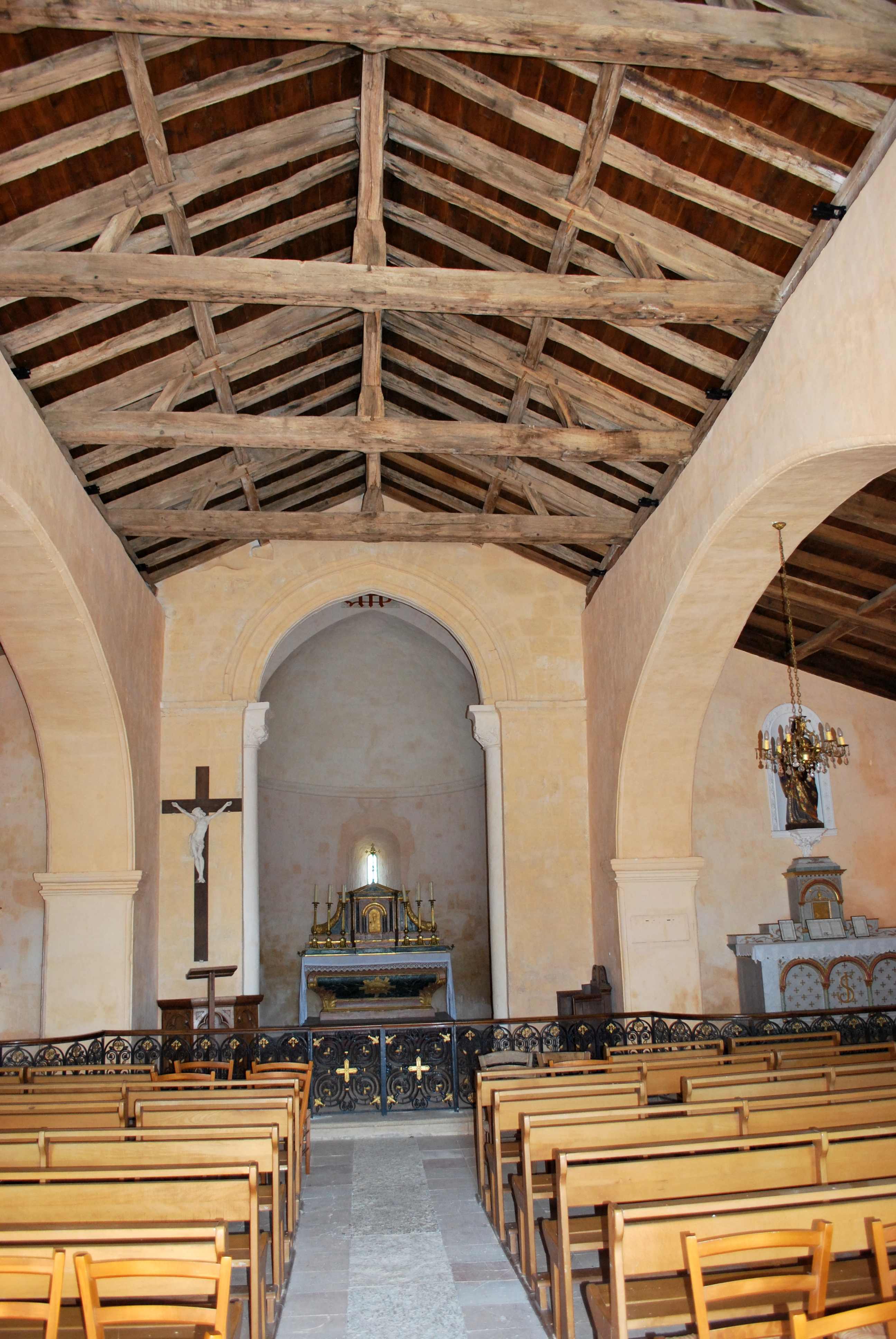
La nef
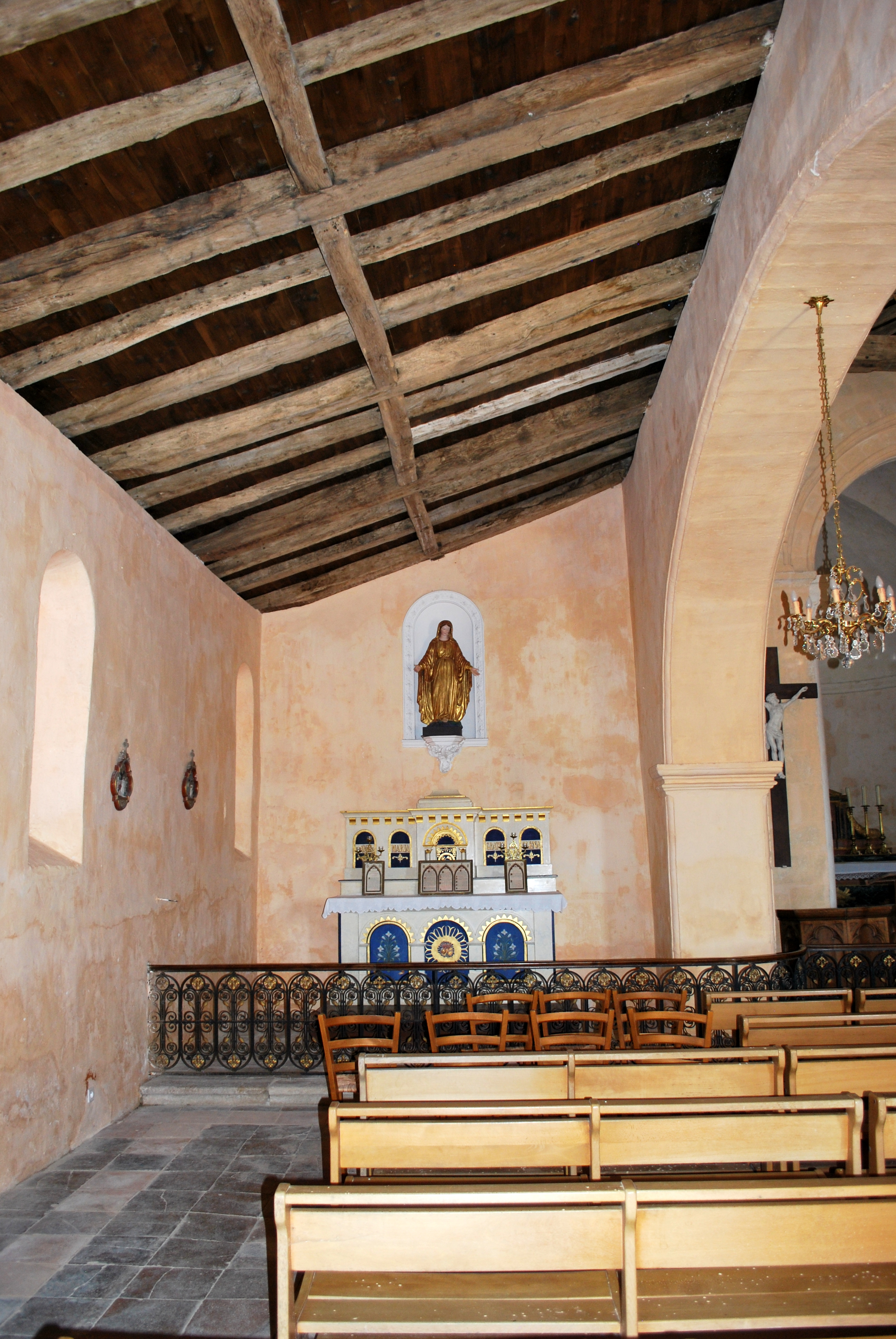
Le bas-côté nord
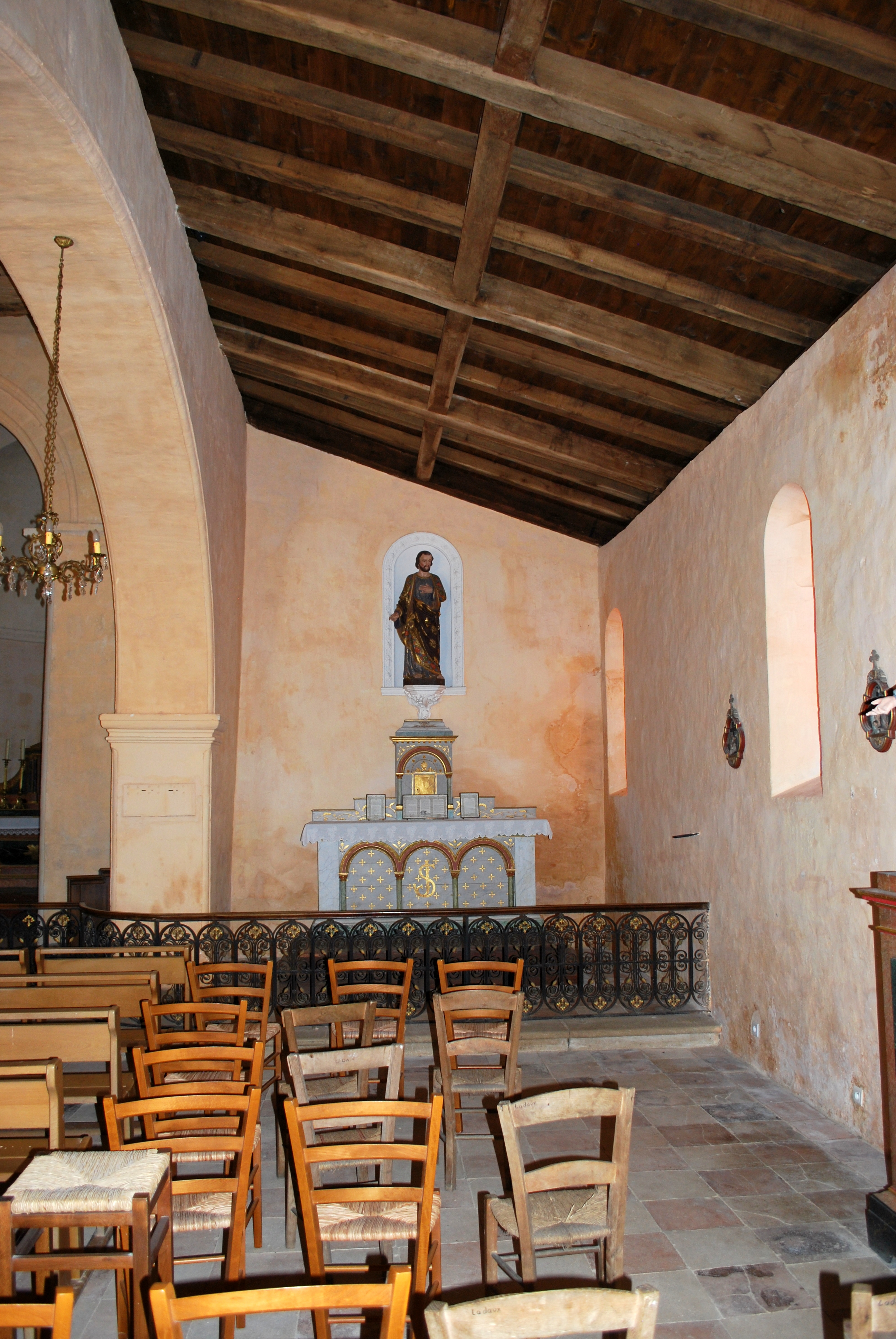
Le bas-côté sud
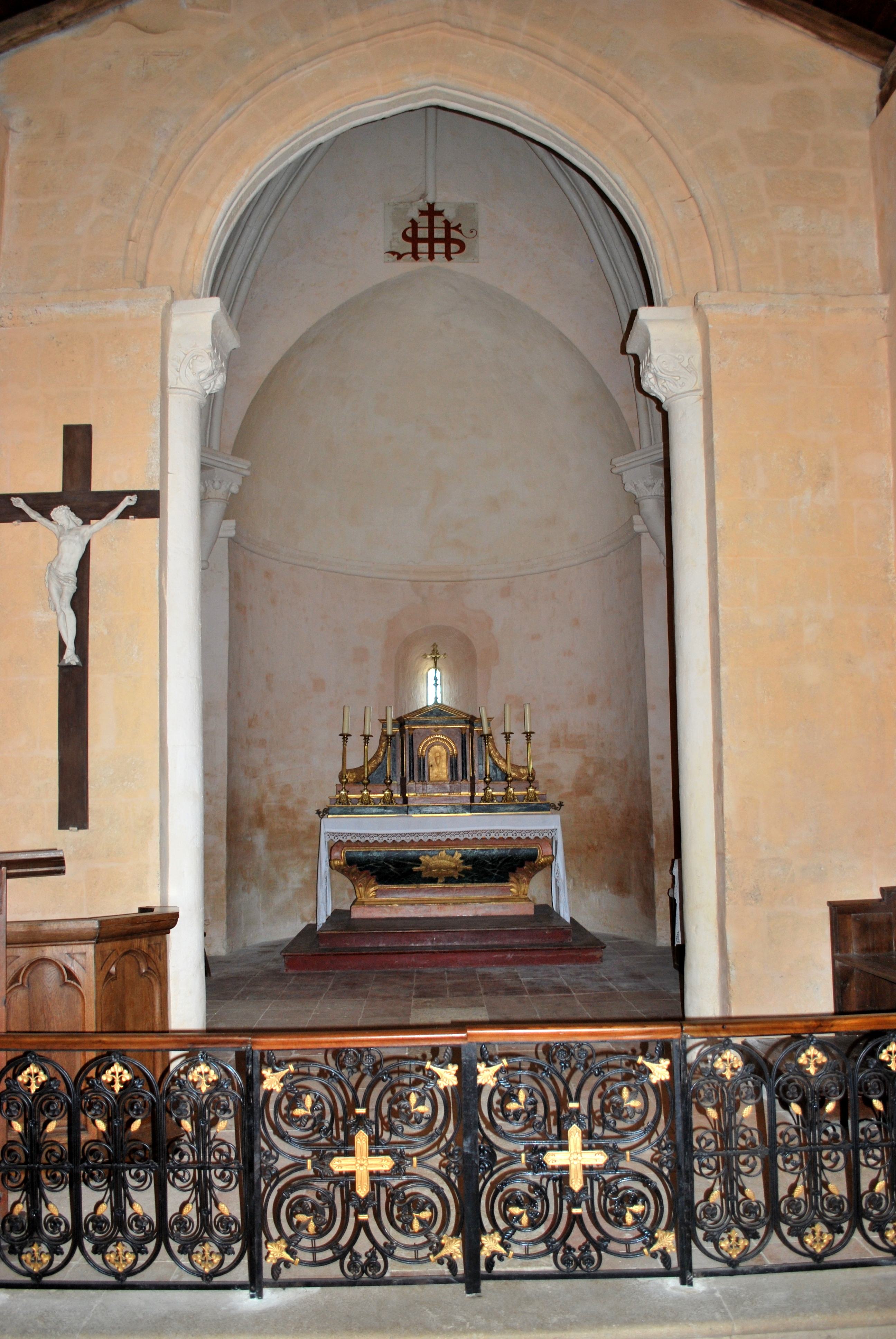
Le sanctuaire
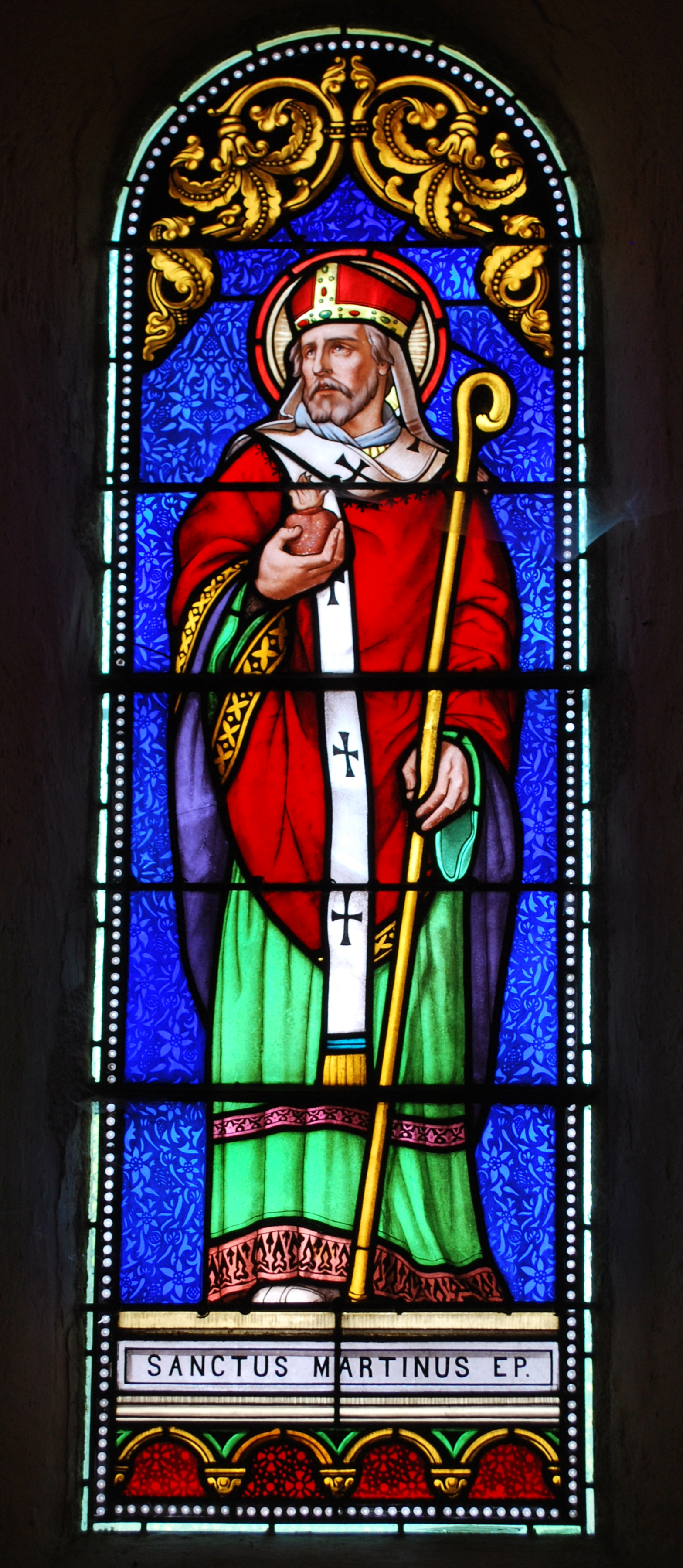
Saint Martin

Au-dessus de la corniche il y a eu une seconde élévation et fortification vers la fin du XVIe siècle. À l'époque des Guerres de religion, surtout entre 1575 et 1590, l'église servait de refuge à la population.

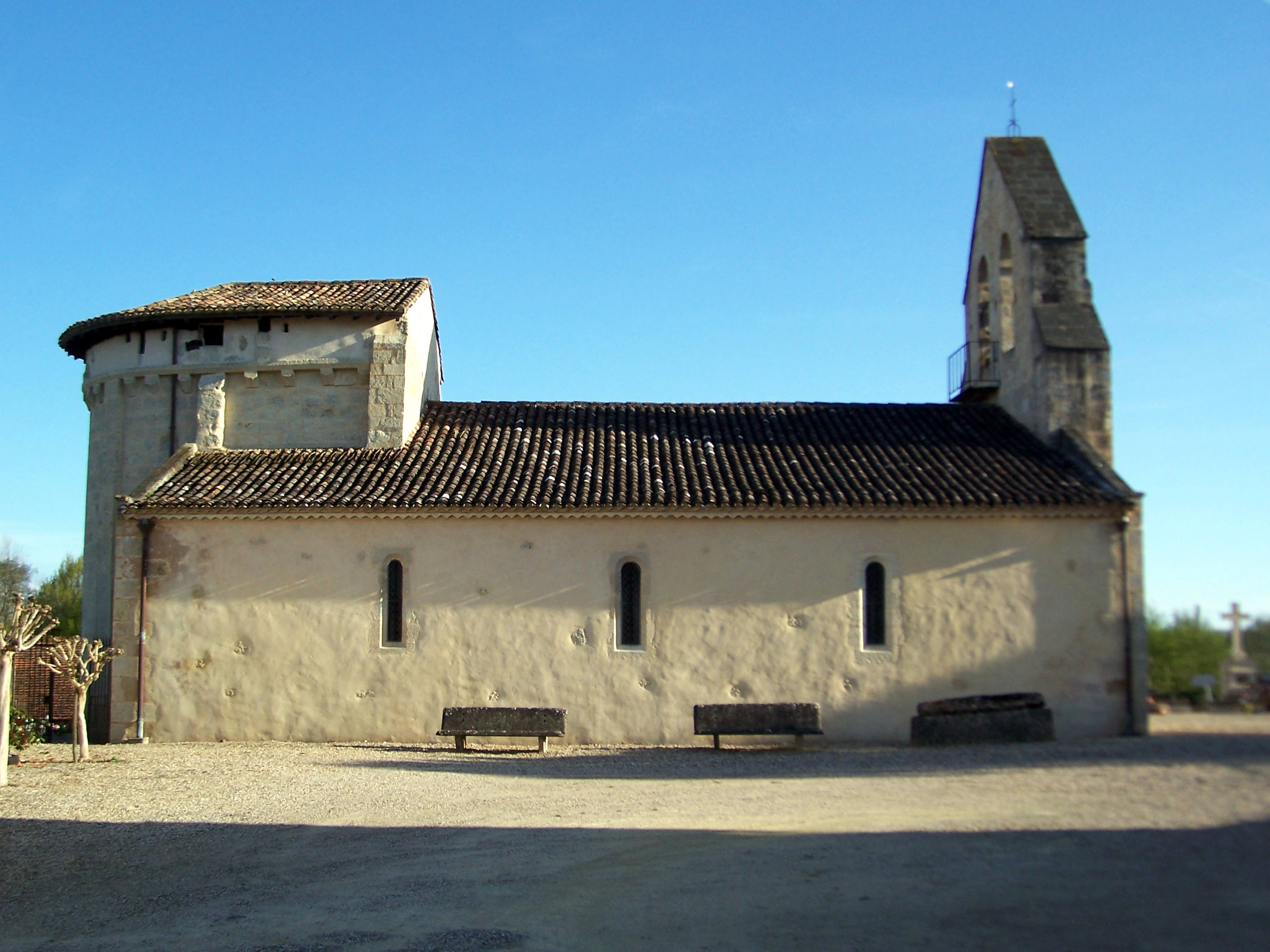
Vue latérale nord
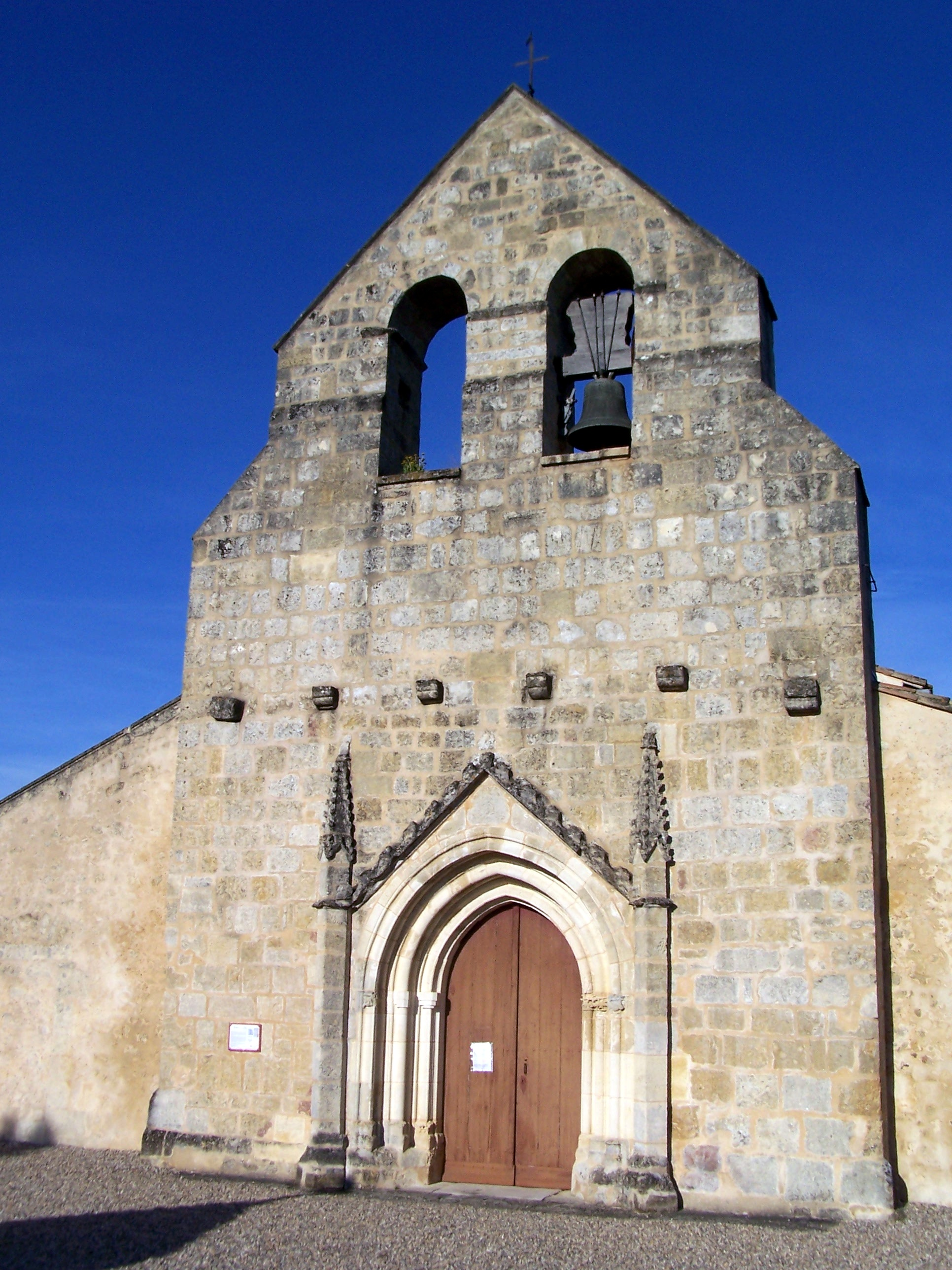
La façade ouest
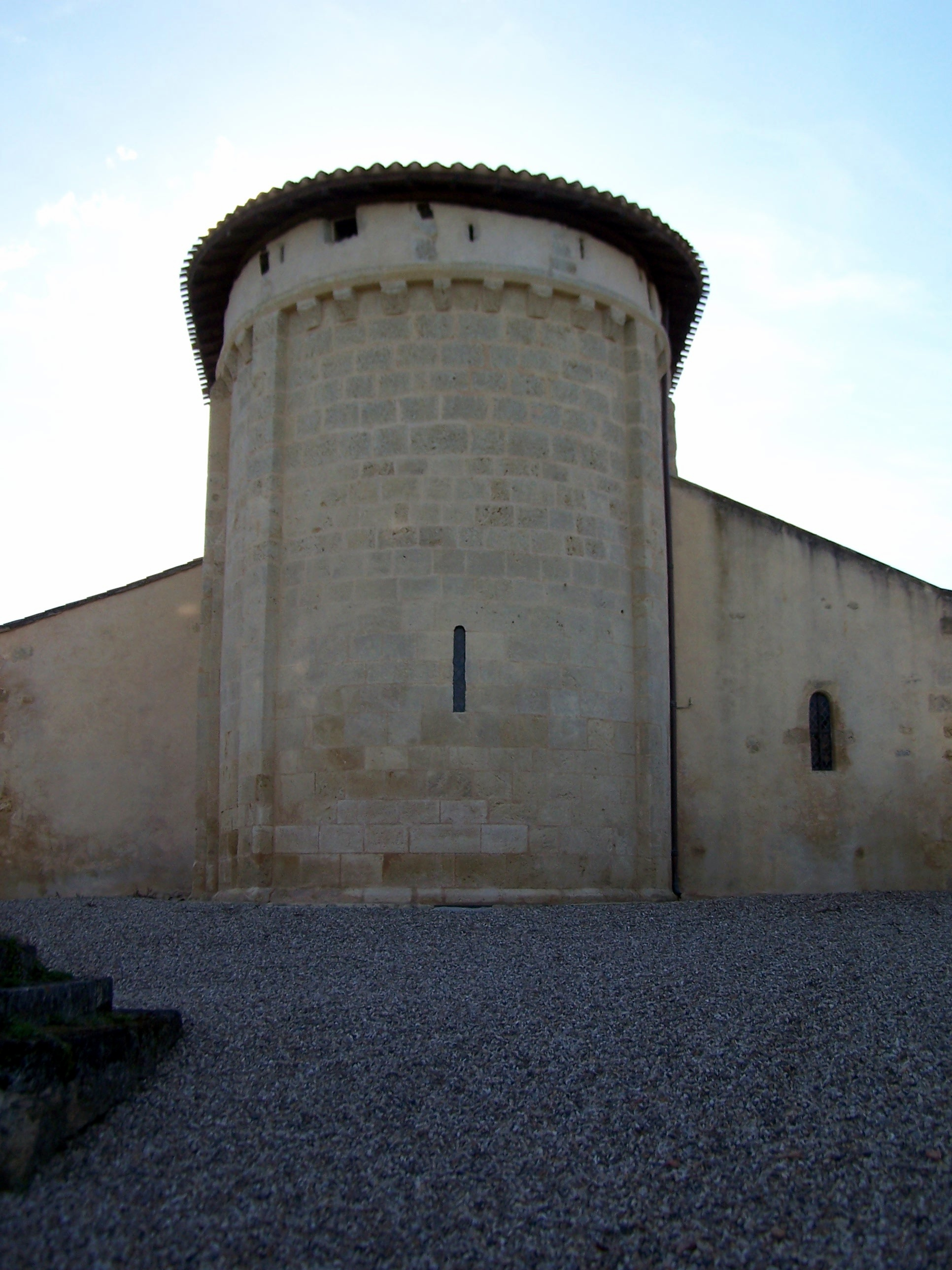
Le chevet à l'est
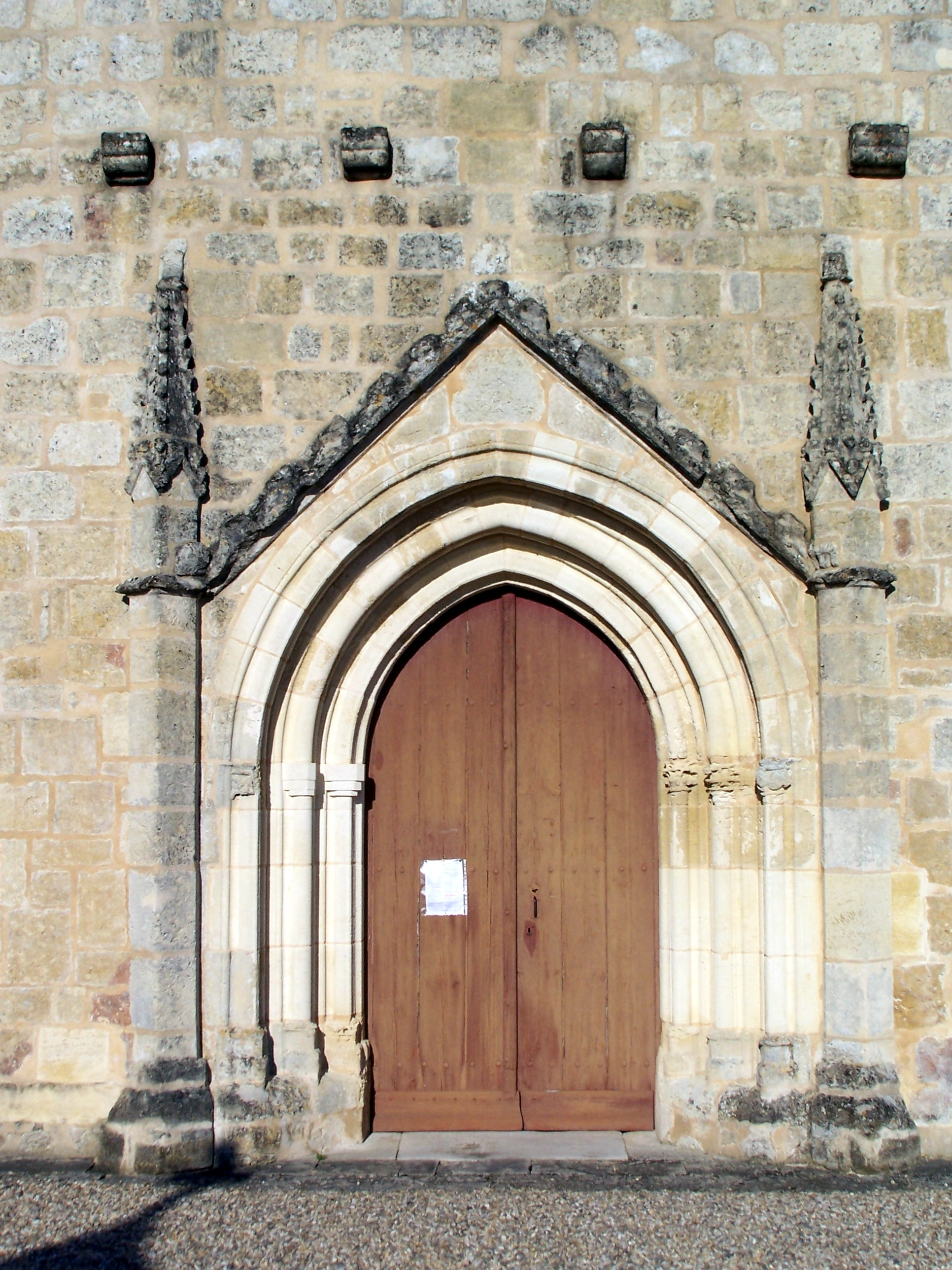
Le portail

Un porche, détruit en 1860, protégeait la porte ogivale du XIVe et le portail. Dès lors, les chapiteaux ont commencé à s'abimer. Certains sont devenus informes. Sur le contrefort occendental du mur sud on trouve un cadran canonial

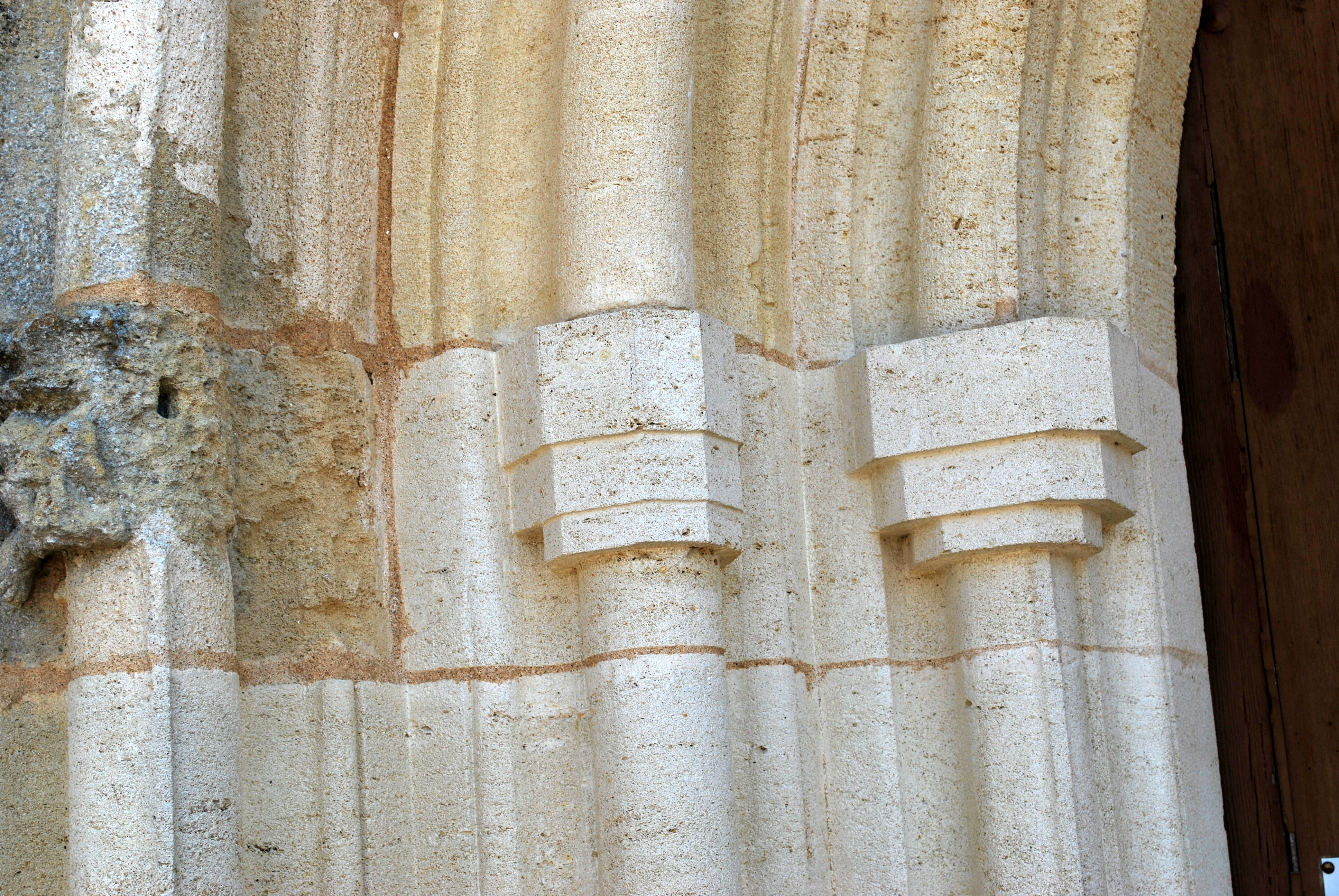
Ébrasure nord
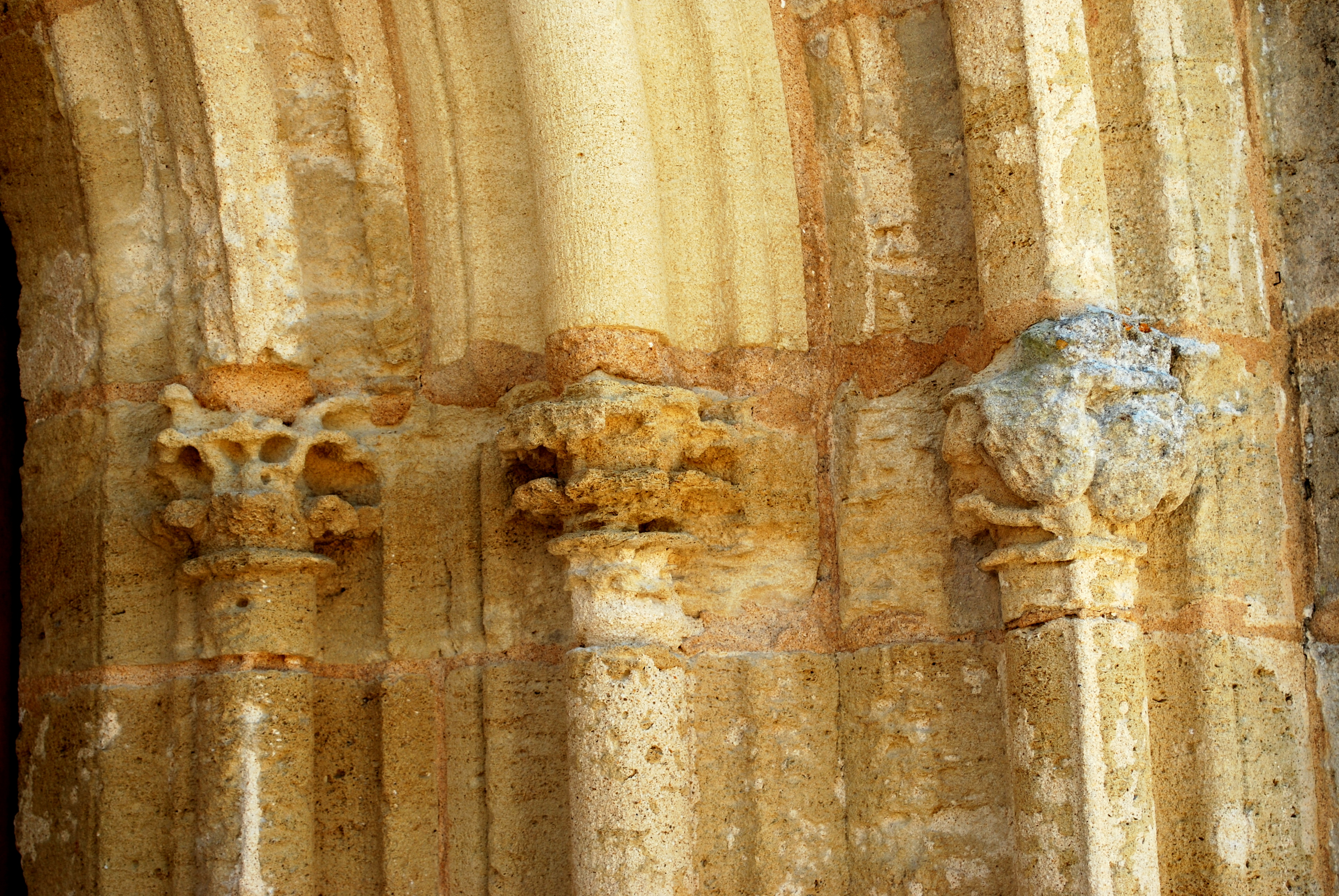
Ébrasure sud
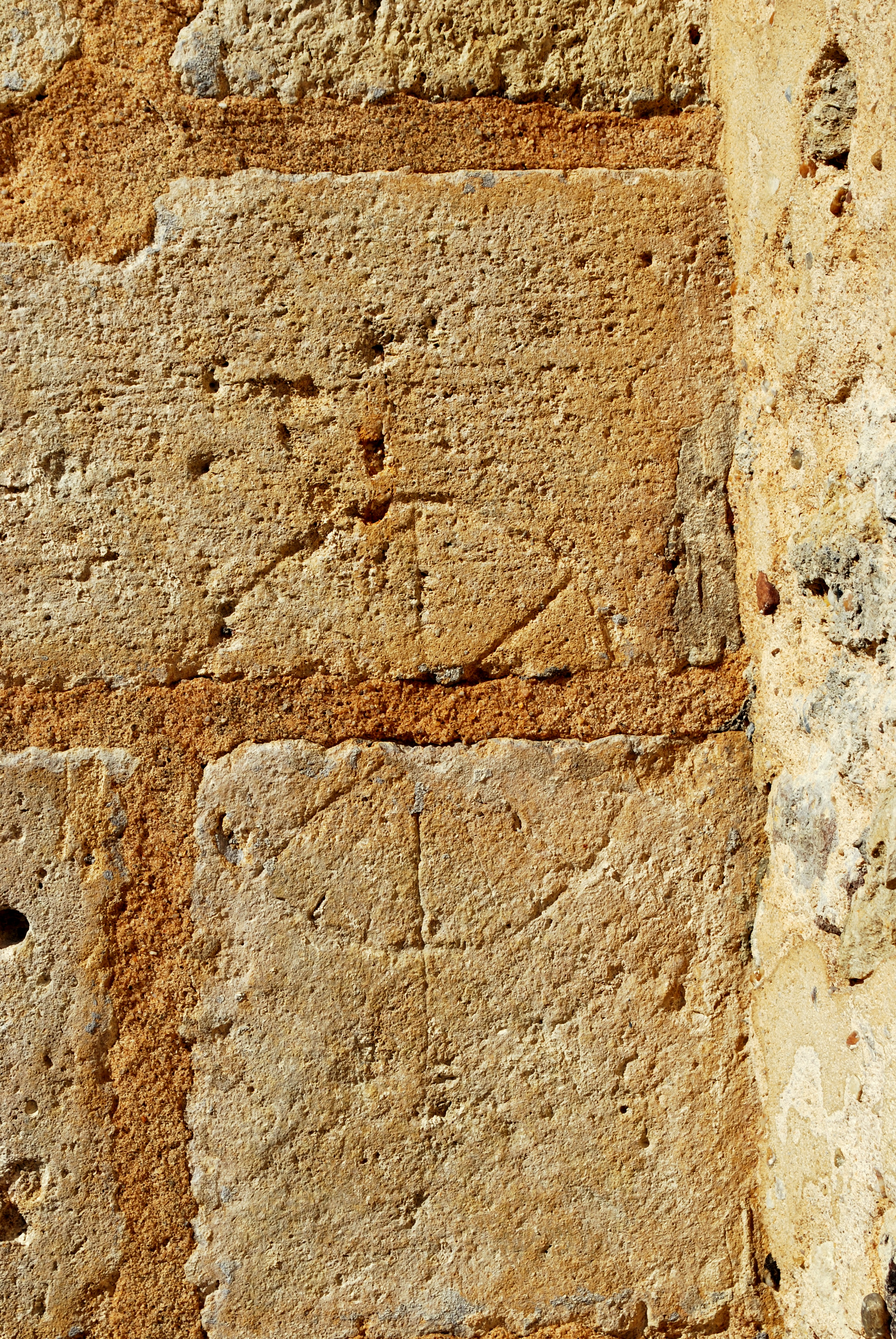
Cadran canonial

L'église a été inscrite au titre des monuments historiques en totalité par arrêté du 21 décembre 1925.